# Волтер Джей Фріман ІІ
Волтер Джексон Фрімен II (нар. 14 листопада 1895 — 31 травня 1972) — американський лікар, який спеціалізувався на лоботомії.
Бажаючи спростити процедуру лоботомії, щоб її могли проводити психіатри в психіатричних лікарнях, де часто не було операційних, хірургів та анестезії, Фрімен винайшов процедуру трансорбітальної лоботомії. Трансорбітальний підхід з використанням льодоруба включав розміщення орбітокласта (інструмента, схожого на льодоруб) під повіку та до верхньої частини очниці; потім використовувався молоток, щоб прогнати орбітокласт через тонкий шар кістки в мозок. Метод трансорбітальної лоботомії Фрімена не вимагав нейрохірурга та міг виконуватися поза межами операційної, часто непідготовленими психіатрами без використання анестезії за допомогою електроконвульсивної терапії для викликання судом і втрати свідомості пацієнта. У 1947 році партнер Фрімена доктор Джеймс В. Воттс припинив партнерство, оскільки йому було неприємно те, що Фрімен перетворив лоботомію з хірургічної операції на просту «офісну» процедуру.
Фрімен і його процедура зіграли значну роль у популяризації лоботомії; пізніше він подорожував Сполученими Штатами, відвідуючи психіатричні заклади. У 1951 році один із пацієнтів Фрімена в Інституті психічного здоров'я Черокі в Айові помер, коли він раптово зупинився, щоб сфотографуватися під час процедури, і орбітокласт випадково проник занадто далеко в мозок пацієнта. Впродовж чотирьох десятиліть Фрімен особисто виконав близько 4000 лоботомій пацієнтам віком від 4 років, попри те, що він не мав офіційної хірургічної освіти. Близько 100 його пацієнтів померли від крововиливу в мозок, і йому остаточно заборонили робити операції в 1967 році. Процедура Фрімена згодом поширилася по всьому світу.

## Ранні роки
Волтер Фрімен народився 14 листопада 1895 року у Філадельфії, штат Пенсільванія. Дід Фрімена, Вільям Вільямс Кін, був добре відомим хірургом за часів Громадянської війни в США. Його батько також був дуже успішним лікарем. Фрімен навчався в Єльському університеті з 1912 року і закінчив його в 1916 році. Потім він перейшов на вивчення неврології в медичній школі Університету Пенсільванії. Навчаючись у медичній школі, він вивчав роботи Вільяма Спіллера та обожнював його новаторську роботу в новій галузі неврологічних наук. Фрімен подав заявку на посаду, бажаючи працювати разом зі Спіллером у своєму рідному місті Філадельфія, але отримав відмову.
Незабаром після цього, у 1924 році, Фрімен переїхав до Вашингтона, округ Колумбія, і почав практикувати як перший невролог у місті. Після прибуття до Вашингтона Фрімен почав працювати, керуючи лабораторіями в лікарні Св. Єлизавети. Робота в лікарні та спостереження за болем і стражданнями, яких зазнали пацієнти, спонукали його продовжити навчання в цій галузі. Протягом наступних кількох років Фрімен отримав ступінь доктора філософії з невропатології та влаштувався на посаду керівника неврологічного відділення в Університеті Джорджа Вашингтона у Вашингтоні, округ Колумбія.
У 1932 році його мати померла у Філадельфійській ортопедичній лікарні у Філадельфії.

## Медична практика
Першу систематичну спробу психохірургічної операції на людині, здійснену в 1880–1890-х роках, зазвичай приписують швейцарському психіатру Готлібу Буркхардту. Експерименти Буркхардта здебільшого зазнали засудження в той час, і в наступні десятиліття спроби психохірургічних операцій здійснювалися зі значними перервами. 12 листопада 1935 року в Португалії під керівництвом невропатолога Еґаша Моніша була проведена нова психохірургічна процедура. Його нова процедура «лейкотомії», призначена для лікування психічних захворювань, полягала в просвердлюванні лобової кістки черепа та розрізанні білої речовини що з'єднує лобові частки з іншими відділами мозку пацієнта. Моніс став наставником і кумиром для Фрімена, який модифікував процедуру і перейменував її в «лоботомію». Оскільки Волтер Фрімен був невропатологом, а не нейрохірургом, він заручився допомогою нейрохірурга Джеймса Воттса. Через рік після першої лейкотомії, 14 вересня 1936 року, Фрімен керував першою префронтальною лоботомією в Сполучених Штатах домогосподарки Еліс Худ Хамматт з Топіки, штат Канзас. До листопада, лише через два місяці після виконання своєї першої лоботомії, Фріман і Воттс працювали ще над 20 випадками, включаючи кілька подальших операцій. До 1942 року лікарі виконали понад 200 процедур лоботомії та опублікували результати, в яких стверджувалося, що стан 63 % пацієнтів покращився, 23 % залишився без змін, а 14 % погіршився після операції.
Пізніше Фрімен розробив новий метод операції на основі роботи італійського лікаря Амарро Фіамберті, який оперував мозок через очні ямки своїх пацієнтів, що дозволяло отримати доступ до мозку без свердління черепа. Після експериментів з новими способами виконання операцій на мозку Фрімен сформулював нову процедуру під назвою трансорбітальна лоботомія. Нова процедура не потребувала анестезії, оскільки під час операції використовувалася електросудомна терапія, що викликав у пацієнта контрольований епілептичний напад. Далі використовувався молоток, щоб вбити орбітокласт в дах орбітальної кістки. Потім інструмент рухався в горизонтальному і вертикальному напрямках, розсікаючи зв'язок між лобовими частками і таламусом. Вперше Фрімен провів операцію трансорбітальної лоботомії у Вашингтоні, округ Колумбія, домогосподарці, на ім'я Саллі Еллен Йонеско.
Фрімен подорожував країною, відвідуючи психіатричні заклади, виконуючи лоботомію та поширюючи свої погляди та методи серед персоналу закладів. Ім'я Фрімена набуло популярності, попри широку критику його методів після лоботомії сестри президента Джона Ф. Кеннеді Розмарі Кеннеді, що призвело до розвинення серйозних розумових та фізичних вад. Мемуари колишнього пацієнта Говарда Даллі під назвою «Моя лоботомія» задокументували його досвід роботи з Фріменом і його тривале відновлення після операції лоботомії у віці 12 років. Через чотири десятиліття Фрімен особисто провів близько 4000 операцій лоботомії у 23 штатах. У лютому 1967 року Фрімен зробив останню операцію на Гелен Мортенсен. Мортенсен була тривалим пацієнтом і мала перенести третю лоботомію під керівництвом Фрімена. Вона померла від крововиливу в мозок, як і 100 інших його пацієнтів, після чого йому остаточно заборонили проводити операції. Його пацієнтів часто доводилося знову вчити їсти та користуватися туалетом. Рецидиви були поширеними, деякі пацієнти ніколи не одужували, а близько 15 % померли внаслідок процедури. У 1951 році один пацієнт в Інституті психічного здоров'я Черокі в Айові помер, коли Фрімен раптово зупинився, щоб сфотографуватися під час процедури, і хірургічний інструмент випадково проник занадто далеко в мозок пацієнта. Під час цих процедур Фрімен зазвичай не носив ні рукавичок, ні маски. Він зробив лоботомію 19 неповнолітнім, у тому числі чотирирічній дитині.

## Смерть
Фрімен помер від ускладнень, викликаних онкологічною операцією 31 травня 1972 року. У нього залишилося четверо дітей.